# Harmandia
Harmandia es un género de plantas con flores  pertenecientes a la familia de las olacáceas. Comprende 4 especies descritas

## Taxonomía
El género fue descrito por Henri Ernest Baillon y publicado en Bulletin Mensuel de la Société Linnéenne de Paris 1: 770. 1889. La especie tipo es: Harmandia mekongensis Baill.

## Especies
- Harmandia congoensis Tiegh.
- Harmandia flavescens (Laness.) Pierre ex F.Heim
- Harmandia kunstleri King
- Harmandia mekongensis Baill.